# امید وهابی املشی
امید وهابی املشی (متولد ۱۳۵۲ در رشت) نویسنده ایرانی است. او برای نگارش کتاب ماجراهای حسابی: سرگذشت پیدایش اعداد برگزیدهٔ بیست و سومین دورهٔ کتاب سال ایران شد.

## تحصیلات
او تحصیلات حوزوی را در مدارس علمیهٔ تهران گذرانده و لیسانس حقوق از مدرسه عالی شهید مطهری دارد.